# Ines Boffardi
Ines Boffardi (Sampierdarena, 16 settembre 1919 – Genova, 21 maggio 2014) è stata una politica e partigiana italiana.
Esponente della Democrazia Cristiana, è stata eletta per la prima volta alla Camera dei deputati nella V Legislatura e riconfermata nelle tre Legislature successive. In due Governi Andreotti è stata la prima donna a ricoprire la carica di Sottosegretaria di Stato alla Presidenza del Consiglio dei Ministri con delega “alla condizione femminile”.
È stata anche Consigliera Regionale della Regione Liguria nella IV e V legislatura.
Ha partecipato alla guerra di Liberazione nelle Squadre di Azione Patriottica.

## Biografia
Proveniente da una famiglia operaia molto numerosa, sotto il fascismo consegue l'abilitazione all'insegnamento ed esercita la professione presso le scuole elementari. Durante la Seconda Guerra Mondiale aderisce alle Squadre di azione patriottica e lotta attivamente contro i nazi-fascisti. Finita la guerra si iscrive alla Democrazia Cristiana e tra il 1946 e il 1959 ricopre diversi incarichi, tra cui quelli di consigliera comunale, vice-sindaca e assessora all’Assistenza e Spedalità. Negli anni '60 diventa consigliera regionale della Liguria e assessora al Personale, al Bilancio e programmazione economica. In questi anni si impegna anche nell'Azione cattolica, in particolare esercita la professione di insegnante presso un ospedale pediatrico. 
Nel 1968 è eletta alla Camera (e confermata fino al 1983), dove lavora attivamente con proposte di legge a favore della famiglia, della scuola, della disabilità e delle donne. Tra i suoi traguardi si ricorda la legge sui consultori del 1975.
Boffardi è la prima donna nella storia della Repubblica italiana ad essere nominata sottosegretaria alla Presidenza del Consiglio (1978-1979). È tra le prime a parlare di Quote Rosa.
Muore a Genova il 21 maggio 2014.